# Front von Morges
Die Front von Morges war eine am 16. Februar 1936 im schweizerischen Morges (Kanton Waadt) abgeschlossene politische Übereinkunft führender demokratischer polnischer Politiker mit dem Ziel des Sturzes der Sanacja-Herrschaft.
Gastgeber und Initiator des Bündnisses war Ignacy Jan Paderewski. Ihn unterstützten der spätere Exil-Ministerpräsident General Władysław Sikorski, sein Armeekollege Józef Haller, der Anführer der PSL Piast (Bauernpartei) Wincenty Witos sowie der oberschlesische Politiker Wojciech Korfanty.
Ein Jahr darauf verband sich die Christdemokratische Partei (Polskie Stronnictwo Chrześcijańskiej Demokracji) mit der Nationalen Arbeiterpartei (Narodowa Partia Robotnicza) zur Arbeitspartei (Stronnictwo Pracy).